# Regiolekt
Ein Regiolekt, auch Regionalsprache oder regionale Umgangssprache genannt, ist eine mehr oder weniger dialektal geprägte, regional verbreitete Umgangssprache.
Von der Standardvarietät unterscheidet er sich durch ein eigenes Substrat aus verschiedenen, in der betreffenden Region gesprochenen Dialekten sowie oft durch einen charakteristischen Akzent. Von den örtlichen Dialekten unterscheidet er sich darin, dass er die meisten uneinheitlichen dialektalen Eigenheiten bezüglich Vokabular, Grammatik und Aussprache zugunsten eher überregionaler oder hochsprachlicher Elemente abgelegt oder abgeschliffen hat. Gemeinsamkeiten der Dialekte bleiben oft erhalten und werden im Regiolekt mit Charakteristika der überdachenden Hochsprache vermischt.
Ist das Verbreitungsgebiet eines Regiolekts lediglich eine Metropolregion, spricht man unter Umständen auch von einem Metrolekt.

## Unterteilungen
Regiolekte können durchaus eine regionale Gliederung aufweisen. Das wird insbesondere gefördert von deutlich unterschiedlichen Dialektgruppen in einer Region. So kann man im Rheinischen zum Beispiel eine niederrheinische oder Nordvarietät von einer südlichen unterscheiden. Die Grenze liegt nördlich der Benrather nahe der Uerdinger Linie. Als Schibboleth kann das Standarddeutsche „es geht darum“ dienen. Es heißt am Niederrhein „es geht sich darum“, während man im Süden „es dreht sich darum“ sagt. In einigen Gegenden südlich der Uerdinger Linie ist der lautverschobene Frikativ [ç] in <ich> mit [ʃ] zusammengefallen, sodass dort ich und Fisch Reimwörter sind.

## Forschung und Dokumentation
Als Varietät zwischen den Dialekten und der Hochsprache sind die Regionalsprachen von der Linguistik lange relativ stiefmütterlich behandelt worden. Die dialektologische Forschung befasste sich mit den Basisdialekten, während die nicht dialektbezogene Forschung auf die Hoch- und Schriftsprachen fokussiert war. Dazu kommen methodische Defizite bei Befragungen. Erst seit dem Zweiten Weltkrieg wurden im Rahmen der Soziolinguistik, der Varietätenlinguistik, der Sprachdynamik und modernen Phonologie allmählich Verfahren und Methoden entwickelt, die diese mittlere Sprachebene in den Blick der systematische Forschung rückt und teilweise Untersuchungen an ihr erst möglich macht.
Erst seit kurz vor Beginn des 21. Jahrhunderts sind in größerem Umfang Projekte zur Dokumentation und Forschung an regiolektalen Sprachvarietäten vorgeschlagen und aufgelegt worden.

## China
Die tibetische Sprache hat Regiolekte.

## Deutschland
Übersicht
- Hamburger Umgangssprache
- Bremer Umgangssprache
- Missingsch (Norddeutschland)
- Westfälischer Regiolekt
- Rheinischer Regiolekt
  - Niederrheinischer Regiolekt: „Niederrhein-Deutsch“
  - Familienkölsch
- Ruhrdeutsch
- Hallisch
- Berliner Dialekt
- Neuhessischer Regiolekt
- Honoratiorenschwäbisch
- Neulausitzisch
- Pfälzischer Regiolekt

Im Allgemeinen wird ein deutscher Regiolekt von jedem Deutschsprecher weitgehend verstanden. Bestimmte Wörter oder Wendungen, die ursprünglich aus Dialekten stammen, haben es sogar über den Regiolekt in das Standarddeutsche geschafft. Hauptsächlich geschieht dies, wenn regional geprägte Schriftsteller, Journalisten oder Musiker diese in ihre Texte aufnehmen und die deutschsprachige Allgemeinheit die Wörter fortan im normalen Sprachgebrauch weiterverwendet. Somit nimmt der Regiolekt eine vermittelnde Stellung zwischen Standardsprache und Dialekt ein. So sehr der Gebrauch der Dialekte in Deutschland ab der zweiten Hälfte des 20. Jahrhunderts zurückging, so stabil halten sich die Regiolekte. Viele Sprecher von Regiolekten sind sich nicht oder nicht immer bewusst, diesen zu benutzen und wähnen sich im Gebrauch der Standardsprache.
Zumeist ist ein Regiolekt relativ deckungsgleich mit einem Dialektgebiet. Die dort vorhandenen Ähnlichkeiten in Vokabelgebrauch und Aussprache führen zu einem ähnlich modifizierten Gebrauch des Standarddeutschen. Beispiele hierfür sind der obersächsisch-meißenische Regiolekt (das „Sächseln“) oder das Rheinische, auch Rheinischer Regiolekt.
Vor allem Stadtmundarten, wie das Duisburger und Düsseldorfer Platt, müssen als ernsthaft gefährdet, moribund oder ausgestorben betrachtet werden.
Der rheinische Regiolekt ist eine dem Standarddeutschen relativ nahe Varietät (wie Ruhrdeutsch oder Kiezdeutsch) und der niederrheinische Regiolekt, der auch als Niederrhein-Deutsch bezeichnet wird, ist Teil davon.
An einigen Beispielwörtern kann der Übergang zwischen Dialekt, Regiolekt und Standarddeutsch nachvollzogen werden (sowohl Vokabular als auch Akzentuierung können variieren):
- Standarddeutsch: Garten – Rheinisch: Jachten – Kölsch: Jaade
- Standarddeutsch: Garten – Niederrheinisch: Chachten – Mölmsch: Chaade – Krieewelsch: Jaard
- Standarddeutsch: Schirm – Rheinisch: Schirrem – Koblenzer Platt: Baraplü – Kölsch: Parraplüh (Ruhrdeutsch bzw. westfälischer Regiolekt im Vergleich: Schiam)
- Standarddeutsch: Apfelwein – neuhessischer Regiolekt: Äppler – Frankfurterisch: Ebbelwoi

Einige Begriffe werden nur in bestimmten Regiolekten verwendet. Für das Reiben, Drücken und Kratzen mit den Fingern verwendet man in der allgemeinen deutschen Umgangssprache das Wort fummeln, im Rheinischen zusätzlich knibbeln oder piddeln, im Ruhrdeutschen dagegen prockeln. Diese Wörter erscheinen den Sprechenden absolut selbstverständlich, werden aber z. B. in Bayern wohl kaum verstanden werden. Zudem weist das Rheinische im Bereich der Ruhrmündung deutliche Anteile des Ruhrdeutschen auf, die anderswo kaum verstanden werden. Die niederfränkischen Dialekte unterscheiden sich sehr klar vom hochdeutschen Regiolekt, hier niederrheinisches Deutsch genannt, das heute die verbreitetste Umgangssprache am Niederrhein darstellt. An der Issel und in der Hohen Mark verläuft die Einheitsplurallinie, die dort das niedersächsische Westfälische vom Kleverländischen trennt. Wie das Familienkölsche gehört es zum Rheinischen Regiolekt.
Im Bereich der Emscherzone, zu der man den Duisburger Norden, Oberhausen und den Essener Norden rechnet, wird in der Regel eher Ruhrdeutsch statt niederrheinisches Deutsch gesprochen.
Prominente Beispiele für in das Standarddeutsche eingeflossene, ursprünglich dialektal verwandte Vokabeln sind:
- Klüngel für Vetternwirtschaft – aus dem Kölschen. In Köln wird das Verb klüngln (neben trändln) auch für trödeln benutzt.
- Poppen für Geschlechtsverkehr (treiben) – aus dem Ruhrdeutschen, Niederrheinischen und Ripuarischen.
- Schmarrn für Unfug – aus dem Bairischen und Ostfränkischen.
- Knöllchen für Strafzettel – aus dem Rheinischen.
- Kiez für Umgebung, Nachbarschaft, Stadtteil – aus dem Berlinerischen.

Der Regiolekt kann dort, wo wirkliche Dialekte kaum benutzt werden oder lokal zu unterschiedlich sind, eine identitätsstiftende Rolle einnehmen. Ein bekanntes Beispiel hierfür ist das Ruhrdeutsch, das dem Standarddeutschen relativ nahe steht, keinen Dialekt im Sinne einer örtlichen Sprache darstellt und doch einen Sprecher aus dem Ruhrgebiet relativ eindeutig kennzeichnet. Es kann, wie das Berlinerische (Berlin-Brandenburger Regiolekt), auch als ein Metrolekt klassifiziert werden. In den ersten Jahrzehnten der Industrialisierung dominierte dort das Plattdeutsche weiter, weil die Arbeitskräfte überwiegend aus Westfalen stammten. Später führte die Arbeitsmigration aus dem Osten – beispielsweise aus Masuren, Schlesien und Polen – zur Entstehung einer spezifischen Ruhrgebietsmundart, in der sich verschiedene Sprachtraditionen vereinten. Die Unterschiede zum restlichen Westfalen sind jedoch klein, und die westfälisch-niederfränkische Sprachgrenze im Rahmen des Dialektkontinuums ist auch innerhalb des Ruhrgebiets noch spürbar. Daneben wurde Niederdeutsch von vielen Bergleuten als Umgangssprache beibehalten. In der regionalen Literatur Westfalens erlebte die niederdeutsche Sprache in der Zeit von der Mitte des 19. bis zur Mitte des 20. Jahrhunderts eine neue Blüte. Heute wird in der Alltagskommunikation der Westfalen in der Regel Hochdeutsch mit plattdeutscher Einfärbung gesprochen. Im Unterschied zu anderen Regionen im deutschen Sprachraum weist die in Westfalen gesprochene hochdeutsche Umgangssprache bei den jüngeren Generationen nur noch eine geringe regionale Färbung auf, die vor allem bei der westfälischen Landbevölkerung noch zu hören ist. Häufig wird das und was ersetzt durch das niederdeutsche dat und wat (wat häb ick di sächt).
Der Band Kuddelmuddel ums Kupperdibbe im Regiolekt der Stadt Mainz in Rheinland-Pfalz ist einer von vielen in einen Regiolekt aus Deutschland übersetzten Bände der Comicserie Asterix. Regiolekte spielen in deutschen Medien eine Rolle, unter anderem in der Fastnachtssendung Mainz bleibt Mainz, wie es singt und lacht.
Der neuhessische Regiolekt ist eine ähnliche Sprachform. 
Auffällig ist eine stark differenzierte Aussprache des G-Lautes in der Magdeburger Region: Man sagt, sie sprechen das G auf fünf verschiedene Arten, ähnlich dem Berlinerischen. Diese fünf Arten kommen zum Beispiel in der Wortgruppe Vogelgesang in Magdeburg vor: „Voreljesank in Machdeburch“. Das r steht hier nicht für einen „gerollten“ Laut, sondern für einen Frikativ, wie das niederländische g, das erste ch ist am weichen Gaumen, das zweite „vorn“ (am harten Gaumen) zu sprechen: [ˈfoɣəljɛˌzaŋk ɪn ˈmaxtəˌbɔɐ̯ç]. Auffällig ist ebenso wie im Berlinerischen die nur teilweise erfolgte zweite Lautverschiebung, das häufige Auftreten von Synkopen und Apokopen sowie die Nichtunterscheidung von Fällen im Plural.
Zum Missingsch aus Norddeutschland zählen die Hamburger Umgangssprache und die Bremer Umgangssprache.
Neulausitzisch und Honoratiorenschwäbisch sind Regiolekte auf anderer Grundlage und in anderen Gebieten.

## Frankreich
Die heutigen Mundarten und Varietäten des Französischen sind sehr nahe beim Standardfranzösischen. Jedoch gibt es leichte Unterschiede zwischen den französischsprachigen Staaten, und auch manche Regionen Frankreichs haben eine relativ starke Varietät im Französischen. Das betrifft die Gebiete aller historisch-sprachlichen Großgruppen (Langues d’oïl, Langues d’Oc/Okzitanisch, Franko-Provenzalisch).
Dazu gehört das Französische des Elsass (Français d’Alsace / Parler alsacien).
Das Elsass wechselte vor allem im 20. Jahrhundert flächendeckend zur französischen Sprache (frz. Francisation). Vergleichbar sind ähnliche Prozesse in der Bretagne oder in Irland. Dadurch gibt es im früher deutschsprachigen Gebiet keine über Jahrhunderte gewachsenen romanischen oder französischen Mundarten. Die benachbarten Dialektgruppen (Lorrain im Westen und Franc-Comtois im Südwesten) hatten einen besonderen Einfluss nur auf die traditionell romanischsprachigen Orte des Elsass.
Das Französische des Elsass ist jedoch nicht so sehr Ausdruck gewachsener Ortsdialekte, sondern einiger typischer Abweichungen vom Standardfranzösischen in Aussprache, Wortschatz und Syntax. Es weist also eher den Charakter einer regionalen Umgangssprache auf, die ihre Ursache im Adstrat oder Substrat des früher vorherrschenden Deutschen oder regionaler deutscher Dialekte hat. Letztere sind recht unterschiedlich, aber dominiert vom Oberrheinalemannischen und zusammengefasst im Elsässischen.
Beispiele für das Französische des Elsass:
- Jeune wird wie cheûne ausgesprochen
- Manteau de pluie (von Regenmantel, statt Imperméable)
- Poutzer (von putzen, statt épousseter)
- Ça donne (von Es gibt, statt Il y a)
- Donc kann wie pourtant benutzt werden (dt. doch, z. B. Je te l’ai donc dit! – Das habe ich dir doch gesagt!)
- Viens chez Maman (Komm zu Mama)
- Je vais vous relier (Beim Telefongespräch: Ich werde sie verbinden, statt Je vais vous passer …)

Manche Besonderheiten des Französischen des Elsass haben Eingang ins Gesamtfranzösische gefunden (z. B. Gaell? oder Gall? – im Sinne von Nicht wahr? oder Stimmt’s? – für Hein? bzw. N’est-ce pas?).

## Niederlande
Die Ortsdialekte werden immer mehr durch Regiolekte ersetzt, also durch regionale Umgangssprachen, die zwischen Dialekt und Standardsprache angesiedelt sind.
Dies hat verschiedene Gründe:
- der ländliche Raum wird immer städtischer (Urbanisierung)
- die Bevölkerung wird immer mobiler, Arbeit und Freundeskreis außerhalb des Dorfes werden häufiger
- die Massenmedien bekommen mehr Bedeutung
- Frauen nehmen stärker an der Arbeitswelt teil, und die ist eher von der Standardsprache geprägt als von Dialekten
- der soziale Aufstieg wurde leichter, auch für die Landbevölkerung, aber die Standardsprache blieb Bedingung dafür[13]

In der Nachkriegszeit entstanden Regiolekte (Regionalsprachen), die die Ortsdialekte zunehmend verdrängen. Die Unterschiede sind nun nicht mehr geographisch, also zwischen zwei Dörfern oder Gegenden, sondern sie liegen im Abstand zur Standardsprache. Manche Sprachvarianten sind sehr nahe an der Standardsprache, andere weit davon entfernt.
Die Regiolekte aus dem Westen der Niederlande üben einen immer größeren Einfluss auf die gesprochene Standardsprache aus. Regionale Sprachformen gelangen von den Regiolekten in die gesprochene Standardsprache von Menschen aus der Mittel- und Oberschicht.
Man kann die südholländischen Varianten in zwei Hauptgruppen unterteilen: ursprüngliche Mundarten, die noch viel alt-holländisches Sprachgut bewahrt haben, und moderne urbane Varianten, die sich weitgehend an die Hochsprache angepasst haben und heute nur noch wenig von ihr abweichen. Die zweite Gruppe umfasst Varianten, die nach der in Deutschland gängigen Definition nicht als Dialekte gelten dürften. In den Niederlanden aber werden solche Sprachsysteme meistens ohnehin als „dialecten“ verstanden, obwohl manche lieber von „accenten“ sprechen. Akzente ist auch gewissermaßen ein richtiger Name, da diese Varianten im Allgemeinen dieselben Wörter und Phoneme kennen wie das Hochniederländische, die ihre Sprecher aber anders aussprechen. Dies lässt sich erklären aus der Entstehungsgeschichte der niederländischen Hochsprache. Seit dem 17. Jahrhundert hat diese sich innerhalb der Oberschicht holländischer Städte wie Amsterdam, Den Haag und Rotterdam entwickelt, auf Basis des holländischen Dialekts aber auch mit starken Einflüssen des Brabantischen und des Standarddeutschen, zwei besonders prestigeträchtige Varianten. Viele typisch holländische Sprachelemente wurden verpönt, da man sie für unzivilisiert hielt. Die Unterschicht übernahm diese Sprache, behielt dabei aber ihren Akzent. Heute sind viele holländische Mundarten zu solchen Akzenten geworden; die bekanntesten Beispiele sind das Amsterdamsche, das Haagsche und das Rotterdamsche.
Die nordholländischen Städte Amsterdam und Haarlem liegen im südholländischen Sprachraum. Uvulare Aussprache des r findet sich nur in Rotterdam und Den Haag. Für hast du steht Rotterdamsch hebbie und Amsterdamsch hè-je gegenüber.

## Vereinigtes Königreich

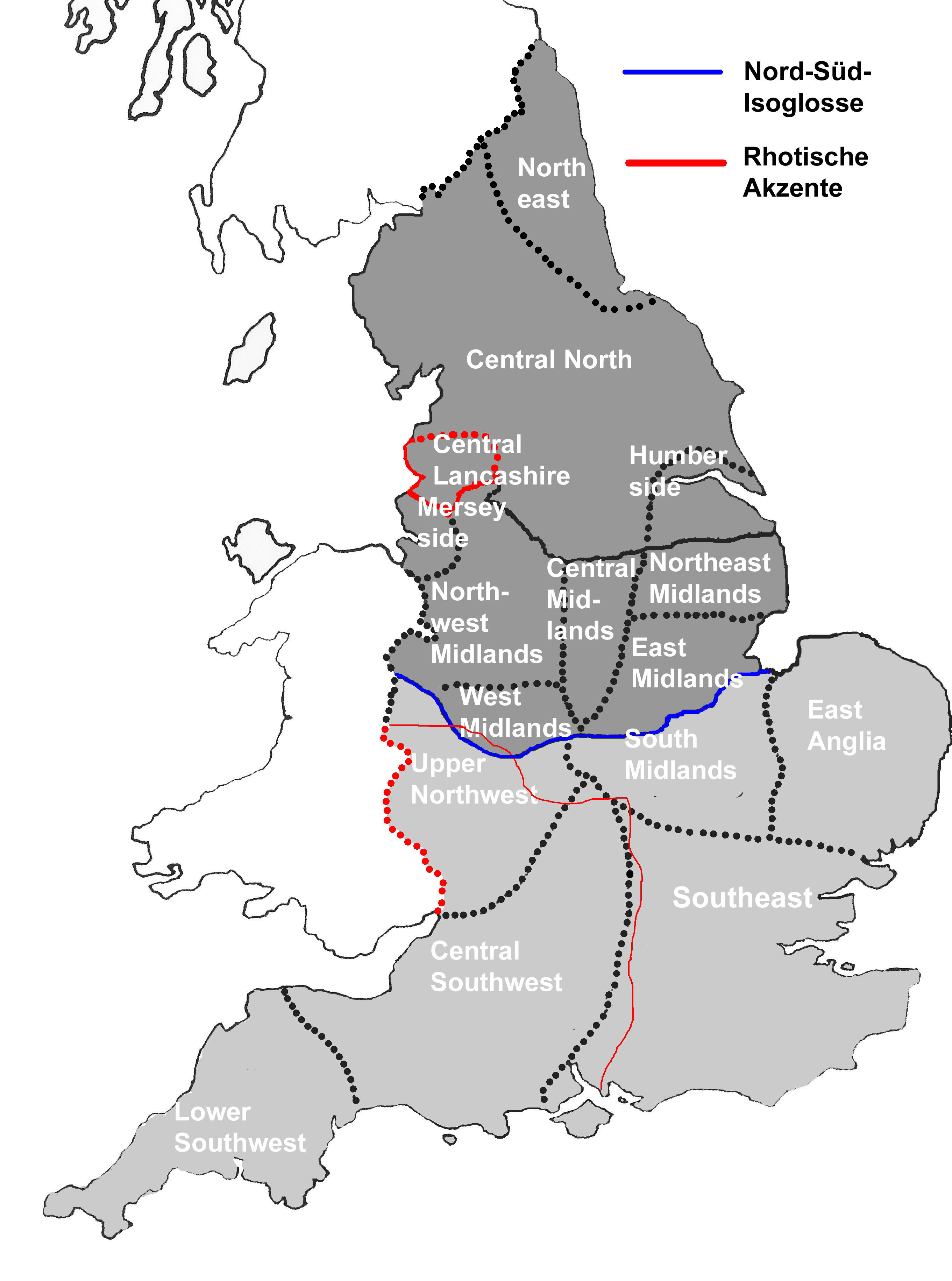
Geographische Gliederung der Regiolekte in England

Die heutigen englischen Regiolekte lassen sich grob in eine nördliche und eine südöstliche Großvariante einteilen. Der Norden umfasst die nördlichen Regionen Englands von der Grenze zu Schottland bis zu den West und East Midlands. Die South Midlands, East Anglia und der Südosten Englands einschließlich der Region um London wird von der südlichen Großvariante dominiert. Ferner kann man noch von einer westlichen Variante sprechen, die Lancashire sowie den südlichen Westen bis nach Cornwall umfasst.
Kennzeichen der nördlichen Regiolekte (Midlands, North) ist die Aussprache des im Süden Englands üblichen Lautes /⁠ʌ⁠/ wie beispielsweise in but, cut als /⁠ʊ⁠/ und [⁠æ⁠] wie beispielsweise in back, sad als [⁠a⁠]. Der Westen zeichnet sich weitestgehend dadurch aus, dass das r in allen Positionen gesprochen wird (sogenannte rhotische Akzente).
Abgrenzen von diesen regionalen Dialekten in England muss man das Scots und das schottische Englisch, das in Schottland gesprochen wird und häufig als eigene nationale Variante des Englischen klassifiziert wird. Das irische Englisch, das in eine nordirische und südirische Hauptvariante unterschieden wird, zählt nicht zum britischen Englisch, sondern ist eine eigene Varietät des Englischen.